# Каменная душа (фильм)
«Каменная душа» (укр. Камінна душа) — художественный фильм режиссёра Станислава Клименко.

## Сюжет
Фильм, снятый по одноимённой повести Гната Хоткевича, повествует о жизни опришков на Гуцульщине в XIX веке на фоне трагической судьбы Дмитрия Марусяка, его возлюбленных Катерины и Маруси.
Сельского парня Дмитрия Марусяка забирают в армию по воле управителя Юриштана. Чтобы помочь Дмитрию, его возлюбленная Катерина соглашается выйти замуж за Юриштана. Дмитрий бежит от муштры и прячется в лесах. Его отца схватили и пытают, требуя открыть местонахождение сына. Дмитрий встречает опришков (беглых сельчан, которые не желают подчиняться власти) и становится их атаманом. Опришки совершают набеги, грабят богатых, раздают деньги бедным и этим живут.
Хитростью Дмитрию удаётся освободить отца. С Катериной он больше не может встречаться — она для него потеряна. Он знакомится с молодой женой попа Марусей, которая страстно его полюбила и убегает к нему в банду («ватагу»). В какой-то момент Дмитрий, подчиняясь законам ватаги, соглашается отдать на неделю Марусю опришку Петру. Маруся в отчаянии признаётся, что беременна. Большая часть опришков возмущена таким поступком Дмитрия и уходит из отряда. Маруся тоже уходит. Оставшиеся нападают на деревню, где живёт Катерина. Дмитрий предлагает ей уйти с ним, однако Катерина отказывается, так как держит слово, которое дала Юриштану. Конец истории трагичен: ватага Дмитрия разгромлена, он сам покончил самоубийством, а Катерину до смерти забил кнутом Юриштан. Однако жизнь продолжается — Маруся вернулась в родной дом и родила ребёнка.

### В ролях
- Анатолий Хостикоев — Дмитро Марусяк
- Марина Могилевская — Маруся
- Юлия Тархова — Катерина
- Богдан Ступка — отец Дмитра Марусяка
- Алексей Горбунов — Юриштан
- Пётр Бенюк — отец Василий
- Фёдор Стригун — Юрчик
- Валентин Троцюк — Бидочук

## Съёмочная группа
- Автор сценария: Георгий Шевченко
- Режиссёр-постановщик: Станислав Клименко
- Операторы-постановщики: Павел Небера, Виктор Политов
- Художники-постановщики:  Анатолий Мамонтов, Николай Поштаренко (укр. Микола Поштаренко)
- Композитор: Евгений Станкович
- Звукорежиссёр: Анатолий Чернооченко

В съёмках принимали участие жители Верховинского района Ивано-Франковской области. Фильм создан в 1988 году. Премьера состоялась в 1989 году.